# ديبورتيفو رايو زوليانو
ديبورتيفو رايو زوليانو (بالإسبانية: Deportivo Rayo Zuliano) هو نادي كرة قدم فنزويلي يقع مقره في ماراكايبو. تأسس النادي عام 2005، ويلعب في دوري الدرجة الأولى الفنزويلي ، ويستضيف مبارياته على أرضه في ملعب خوسيه باتشينشو روميرو .